# مسابقات فوتبال غرب آسیا ۲۰۰۴
بازی‌های فدراسیون‌های فوتبال غرب آسیا ۲۰۰۴ سومین دوره از مسابقات قهرمانی فوتبال غرب آسیا بین روزهای (۱۷ ژوئن – ۲۵ ژوئن) سال ۲۰۰۴ در تهران پایتخت کشور ایران برگزار شد. تیم‌های ملی فوتبال ایران، اردن، فلسطین، سوریه، عراق و لبنان در این مسابقات شرکت کردند. تیم ملی ایران با پیروزی ۴-۱ در برابر تیم ملی سوریه در بازی‌پایانی، قهرمان این دوره شد.

## تیم‌ها
- ایران (میزبان)
- اردن
- فلسطین
- سوریه
- عراق
- لبنان

## ورزشگاه‌ها
| تهران               |
| ------------------- |
| ورزشگاه آزادی تهران |
| گنجایش: ۱۰۰٬۰۰۰     |
|                     |

## مرحله گروهی

### گروه (الف)
| تیم    | امتیاز | بازی | برد | مساوی | باخت | گل‌زده | گل‌خورده | تفاضل‌گل |
| ------ | ------ | ---- | --- | ----- | ---- | ----- | ------- | ------- |
| اردن   | ۴      | ۲    | ۱   | ۱     | ۰    | ۳     | ۱       | ۲+      |
| عراق   | ۳      | ۲    | ۱   | ۰     | ۱    | ۲     | ۳       | ۱-      |
| فلسطین | ۱      | ۲    | ۰   | ۱     | ۱    | ۲     | ۳       | ۱-      |

| ۱۷ ژوئن، ۲۰۰۴ | فلسطین | ۱–۱ | اردن | ورزشگاه تختی٬ تهران |
| ۱۷ ژوئن، ۲۰۰۴ |        |     |      | ورزشگاه تختی٬ تهران |
| ۱۷ ژوئن، ۲۰۰۴ |        |     |      | ورزشگاه تختی٬ تهران |

| ۱۹ ژوئن، ۲۰۰۴ | عراق | ۲–۱ | فلسطین | ورزشگاه تختی٬ تهران |
| ۱۹ ژوئن، ۲۰۰۴ |      |     |        | ورزشگاه تختی٬ تهران |
| ۱۹ ژوئن، ۲۰۰۴ |      |     |        | ورزشگاه تختی٬ تهران |

| ۲۱ ژوئن، ۲۰۰۴ | اردن | ۲–۰ | عراق | ورزشگاه تختی٬ تهران |
| ۲۱ ژوئن، ۲۰۰۴ |      |     |      | ورزشگاه تختی٬ تهران |
| ۲۱ ژوئن، ۲۰۰۴ |      |     |      | ورزشگاه تختی٬ تهران |

### گروه (ب)
| تیم   | امتیاز | بازی | برد | مساوی | باخت | گل‌زده | گل‌خورده | تفاضل‌گل |
| ----- | ------ | ---- | --- | ----- | ---- | ----- | ------- | ------- |
| ایران | ۶      | ۲    | ۲   | ۰     | ۰    | ۱۱    | ۱       | ۱۰+     |
| سوریه | ۳      | ۲    | ۱   | ۰     | ۱    | ۴     | ۸       | ۶-      |
| لبنان | ۰      | ۲    | ۰   | ۰     | ۲    | ۱     | ۷       | ۴-      |

| ۱۷ ژوئن، ۲۰۰۴ | ایران | ۴–۰ | لبنان | ورزشگاه آزادی٬ تهران |
| ۱۷ ژوئن، ۲۰۰۴ |       |     |       | ورزشگاه آزادی٬ تهران |
| ۱۷ ژوئن، ۲۰۰۴ |       |     |       | ورزشگاه آزادی٬ تهران |

| ۱۹ ژوئن، ۲۰۰۴ | سوریه | ۳–۱ | لبنان | ورزشگاه آزادی٬ تهران |
| ۱۹ ژوئن، ۲۰۰۴ |       |     |       | ورزشگاه آزادی٬ تهران |
| ۱۹ ژوئن، ۲۰۰۴ |       |     |       | ورزشگاه آزادی٬ تهران |

| ۲۱ ژوئن، ۲۰۰۴ | سوریه | ۱–۷ | ایران | ورزشگاه آزادی٬ تهران |
| ۲۱ ژوئن، ۲۰۰۴ |       |     |       | ورزشگاه آزادی٬ تهران |
| ۲۱ ژوئن، ۲۰۰۴ |       |     |       | ورزشگاه آزادی٬ تهران |

## مرحله حذفی

### نیمه‌نهایی
| ۲۳ ژوئن، ۲۰۰۴ | اردن | ۱–۱ (وقت اضافه) ۴-۳ پنالتی‌ها | سوریه | ورزشگاه آزادی٬ تهران |
| ۲۳ ژوئن، ۲۰۰۴ |      |                              |       | ورزشگاه آزادی٬ تهران |
| ۲۳ ژوئن، ۲۰۰۴ |      |                              |       | ورزشگاه آزادی٬ تهران |

| ۲۳ ژوئن، ۲۰۰۴ | ایران                  | ۲–۱ | عراق | ورزشگاه آزادی٬ تهران |
| ۲۳ ژوئن، ۲۰۰۴ | آرش برهانی جواد نکونام |     |      | ورزشگاه آزادی٬ تهران |
| ۲۳ ژوئن، ۲۰۰۴ |                        |     |      | ورزشگاه آزادی٬ تهران |

### رده‌بندی
| ۲۵ ژوئن، ۲۰۰۴ | اردن | ۳–۱ | عراق | ورزشگاه آزادی٬ تهران |
| ۲۵ ژوئن، ۲۰۰۴ |      |     |      | ورزشگاه آزادی٬ تهران |
| ۲۵ ژوئن، ۲۰۰۴ |      |     |      | ورزشگاه آزادی٬ تهران |

### فینال
| ۲۵ ژوئن، ۲۰۰۴ | ایران | ۴–۱ | سوریه | ورزشگاه آزادی٬ تهران |
| ۲۵ ژوئن، ۲۰۰۴ |       |     |       | ورزشگاه آزادی٬ تهران |
| ۲۵ ژوئن، ۲۰۰۴ |       |     |       | ورزشگاه آزادی٬ تهران |

## قهرمان
| قهرمان مسابقات فوتبال غرب آسیا ۲۰۰۴ |
| ----------------------------------- |
| · ایران · دومین عنوان               |